# GNOME System Monitor
GNOME System Monitor è il monitor di sistema predefinito di GNOME.
Il programma consente di monitorare il consumo di risorse (CPU, RAM, Disco e Rete) da parte del sistema tramite diversi grafici, visualizzare le caratteristiche del sistema, scorrere l'albero dei processi e visualizzare le partizioni montate.
È possibile modificare gli intervalli di aggiornamento dei dati e i colori dei grafici.